# Área 400
El Área 400 fue un mando militar argentino que comprendió la conurbación de Zárate-Campana y que existió desde 1976 hasta 1981, durante el régimen represivo del Proceso de Reorganización Nacional. Dependía de la Zona de Defensa 4, a cargo del Comando de Institutos Militares.

## Historia
El 24 de marzo de 1976, las Fuerzas Armadas argentinas ejecutaron un golpe de Estado que derrocó al Gobierno constitucional de María Estela Martínez de Perón e inauguró una dictadura autodenominada «Proceso de Reorganización Nacional». El 8 de junio de ese año, el Comando de Institutos Militares (Zona de Defensa 4) creó el Área Conjunta 400, con jurisdicción en la conurbación de Zárate-Campana, en cumplimiento de la Orden Parcial 405/76 del Comando General del Ejército dictada el 21 de mayo anterior. La jefatura de la nueva área era ejercida por el Comando de Institutos y estaba basada en la exbase de la sección de vigilancia de la Fábrica Militar de Tolueno Sintético. El Área 400 fue conformada con efectivos del Ejército, de la Armada, de la Policía de la Provincia de Buenos Aires y la Prefectura Naval Argentina. Antes del establecimiento del Área 400, en Zárate-Campana operó la Fuerza de Tareas 4, dentro de la Subzona 11 de la Zona de Defensa 1 (I Cuerpo). Su primer comandante fue el coronel Francisco Rolando Agostino.
A partir de 1977, el II Cuerpo de Ejército comenzó a asignar tropas en el Área 400 debido a que el V Cuerpo fue sustraído por la crisis del Beagle.
Para 1981, el Área 400 había sido disuelta y la conurbación de Zárate-Campana estaba bajo la responsabilidad del Área 670, a cargo de la Escuela de Servicios para Apoyo de Combate «General Lemos».

## Organización
La Orden Parcial 405/76 estableció que el Área 400 debía organizarse en una jefatura, una fuerza de tareas (provista por el V Cuerpo de Ejército) y un escalón logístico. El jefe del área debía ser un oficial de Estado Mayor. Ante la ausencia de unidades con base en Zárate-Campana, el Ejército preparó fuerzas de tareas y equipos de combate compuestos por personal de distintos destinos del país.